# Misterios de Lisboa
Misterios de Lisboa (en portugués: Mistérios de Lisboa) es una película dramática de época portuguesa de 2010 dirigida por el cineasta chileno Raúl Ruiz basada en una novela de 1854 del mismo nombre de Camilo Castelo Branco.
La trama de Misterios de Lisboa está repleta de coincidencias, giros argumentales, múltiples narradores, disfraces y flashbacks dentro de flashbacks. Cada personaje principal posee al menos dos identidades, y la historia -que recorre Europa a finales del siglo XVIII y principios del XIX- se sitúa en el contexto de las guerras napoleónicas e incluye piratas, una mujer empeñada en vengar la muerte de su hermano gemelo y al menos cuatro triángulos amorosos diferentes. Misterios de Lisboa trata, sobre todo, de la mecánica de la narración y la imaginación.

## Trama
La película se centra inicialmente en João (João Arrais), un niño huérfano en una escuela dirigida por el sacerdote Padre Dinis (Adriano Luz) durante la Revolución Liberal de Portugal. João enferma tras ser acosado por otro niño que le dice que es hijo de un criminal. Se despierta en un delirio y descubre que una mujer encantadora vigila su cama. Cuando João se recupera, Dinis le lleva a ver a la que es su madre, la condesa Ângela de Lima (Maria João Bastos). Durante toda la vida de João, su marido, el conde de Santa Bárbara (Albano Jerónimo), la ha encarcelado en su propia casa. Dinis ayuda a Ângela a huir de la casa de su marido cuando éste se encuentra lejos luchando contra los revolucionarios.
Finalmente nos enteramos de que João es el hijo ilegítimo de Ângela y Pedro da Silva (João Baptista), un joven noble sin fortuna. El propio padre de Ângela, el marqués de Montezelos (Rui Morrison), rechaza la oferta de matrimonio de da Silva, e incluso contrata al asesino "Come Cuchillos" (Ricardo Pereira) para matar al joven noble empobrecido. Antes de morir, da Silva consigue refugiarse con Dinis y le cuenta su historia. Dinis se disfraza de gitano y sigue a Ângela hasta el campo, donde da a luz a João. Dinis también intercepta y compra a Come Cuchillos, que tiene órdenes del padre de Ângela de secuestrar y matar al bebé. Dinis se ocupa de la crianza de João, y Ângela es casada sumariamente por su padre con el conde de Santa Bárbara.
En el presente, el conde de Santa Bárbara hace correr el rumor de que Ângela es la amante de Dinis. Cuando Dinis le sigue la pista para hacerle retractarse, encuentra al Conde en su lecho de muerte, atendido por su criada y amante Eugénia (Joana de Verona). Dinis también se encuentra de nuevo con ComeCuchillos, que ha regresado de Brasil tras utilizar el dinero de Dinis para buscar allí una fortuna mal habida. Comecuchillos se hace llamar ahora Alberto de Magalhães y se burla de las calumnias del Conde. Cuando el conde finalmente muere, Ângela, que nunca creyó ser la verdadera esposa del conde, rechaza la herencia. Deja a João con Dinis y se va a vivir a un convento.
El propio Dinis es hijo de una aventura aristocrática ilícita. Lo descubre cuando fray Baltasar da Encarnação (José Manuel Mendes), el sacerdote que dio la extremaunción al conde, cuenta su propia historia. En su pasado, Fray Baltasar fue Álvaro de Albuquerque (Carloto Cotta), que sedujo y se enamoró de la Condesa de Vizo (Maria João Pinho), esposa de un conocido. Huyeron juntos a Italia, donde ella murió al dar a luz a Dinis. Álvaro entregó al joven Dinis a un amigo para que lo criara, que a su vez lo dio a otro, y así sucesivamente, hasta que finalmente Dinis es criado por un noble francés. El joven Dinis lucha para el ejército de Napoleón en España bajo el nombre de Sebastião de Melo.
De Magalhães (el antiguo Devorador de Cuchillos) está felizmente casado con Eugenia, la antigua amante del Conde de Santa Bárbara. Sin embargo, en el pasado pagó a una duquesa viuda francesa, Elisa de Montfort (Clotilde Hesme), por sexo, y Elisa intenta perturbar su matrimonio devolviéndole el dinero. Cuando Dinis le cuenta a Elisa la historia de la muerte de su madre, de Magalhães irrumpe. Casi estrangula a Elisa hasta la muerte después de que ella amenazara con dispararle, pero Dinis le convence para que no cometa el asesinato. Elisa es hija del trágico amor de Dinis, Blanche de Montfort (Léa Seydoux), que se casó con el compañero de armas de Dinis, Benoît (Julien Alluguette), pero tuvo un amante, Lacroze (Melvil Poupaud). Lacroze fue salvado por Benoît y Dinis de un pelotón de fusilamiento durante la guerra. Dominado por los celos, Benoît sabotea la relación de Blanche con Lacroze, provocando su suicidio, y finalmente mata a Blanche en un incendio.
João se convierte en un joven poeta (José Afonso Pimentel) y conoce a Elisa, que se parece vagamente a su madre. Cuando se enamora de ella, Elisa le pide ayuda para vengar su honor retando a de Magalhães a un duelo. De Magalhães accede, pero consigue que João lo suspenda revelándole el papel que desempeñó en su pasado, incluida la muerte accidental del hermano gemelo de Elisa, Arthur, tras ser enviado por Elisa a matar a de Magalhães. João deja Portugal por una colonia lejana, cae enfermo y dicta sus memorias desde su supuesto lecho de muerte. Su visión final es el recuerdo de su madre cuidándole cuando yacía enfermo de niño.

## Reparto
- Adriano Luz como Padre Dinis, y Sabino Cabra, y Sebastião de Melo
- Maria João Bastos como Ângela de Lima
- Ricardo Pereira como Alberto de Magalhães & Knife-Eater (Come-Facas)
- Clotilde Hesme como Elisa de Montfort
- Afonso Pimentel como Pedro da Silva
- João Luís Arrais como Pedro da Silva – Niño
- João Villas-Boas como Craido
- Albano Jerónimo como Conde de Santa Bárbara
- João Baptista como D. Pedro da Silva
- Martín Loizillon como Sebastião de Melo
- Julien Alluguette como Benoît de Montfort
- Rui Morrisson como Marqués de Montezelos
- Juana de Verona como Eugenia
- Carloto Cotta como D. Álvaro de Albuquerque
- Maria João Pinho como Condesa de Viso
- José Manuel Mendes como Fray Baltasar da Encarnação
- Léa Seydoux como Blanche de Montfort
- Melvil Poupaud como Ernest Lacroze
- Malik Zidi como Armañac

## Recepción
Rottentomatoes.com reporta un 86% de aprobación entre 57 críticos de cine de Misterios de Lisboa. La película tiene un 82/100 en Metacritic.